# 黎民牧
黎民牧（1455年—？年），字本恕，湖廣岳州府華容縣人，軍籍，明朝政治人物。

## 生平
湖廣鄉試第八十一名舉人。弘治三年（1490年）中式庚戌科三甲第一百零一名進士。

## 家族
曾祖黎仕禎，贈吏部右侍郎；祖父黎斌，縣丞 贈吏部右侍郎；父黎淳]]，南京禮部尚書。母金氏（封淑人）。